# Yuri Nakazato
Yuri Nakazato (jap. 仲里 優力 Nakazato Yuri; ur. 26 lutego 2000) – japoński zapaśnik walczący w stylu klasycznym. 
Srebrny medalista mistrzostw Azji w 2025. Trzeci na MŚ U-23 w 2023 roku. 